# オオスズメバチ
オオスズメバチ（大雀蜂、学名：Vespa mandarinia）は、ハチ目スズメバチ科スズメバチ亜科スズメバチ属昆虫の一種である。
英名で 「Asian giant hornet」や「Japanese giant hornet」と呼ばれていたが、欧米などを中心に世界中に生息域を広げていることから、「Northern giant hornet」に改称された。

## 分布
日本および、インドから東南アジア、東アジアにかけて広く分布する。日本では北海道から九州に分布しており、南限は屋久島、種子島近辺である。

### 外来種
2019年にはアメリカ合衆国ワシントン州でも確認された。さらに2020年10月には同州で同国初の営巣が確認された。熱殺蜂球などの対抗手段を持たないセイヨウミツバチへの悪影響が懸念されていたが、オオスズメバチに小型発信機を取り付け、効率的に巣を駆除すると言う画期的な防除法が効果を発揮し、2023年12月にアメリカ農務省から一年間の目撃情報がないことが報告された。2024年12月には、アメリカ農務省からオオスズメバチが北米から根絶されたという発表がなされた。

## 亜種
- Vespa mandarinia mandarinia Smith, 1852[8] - 基亜種。中国東部、韓国、ロシア、日本に分布[9]。日本産は亜種 Vespa mandarinia japonica Radoszkowski, 1857として扱われることがある[10]。
- Vespa mandarinia magnifica Smith, 1852 - 中国西部、インド、ネパール、ミャンマー、ラオス、半島マレーシア[9]
- Vespa mandarinia nobilis Sonan, 1929 - 台湾[9]

## 形態
体長は女王バチが55~60 mm前後（最大69mm）、働きバチが40 mm前後、雄バチが 50 mm前後。世界最大のハチである。頭部はオレンジ色、胸部は黒色、腹部は黄色と黒色の縞模様で、羽は茶色。雄バチは毒針（産卵管）を持たない。

## 生態

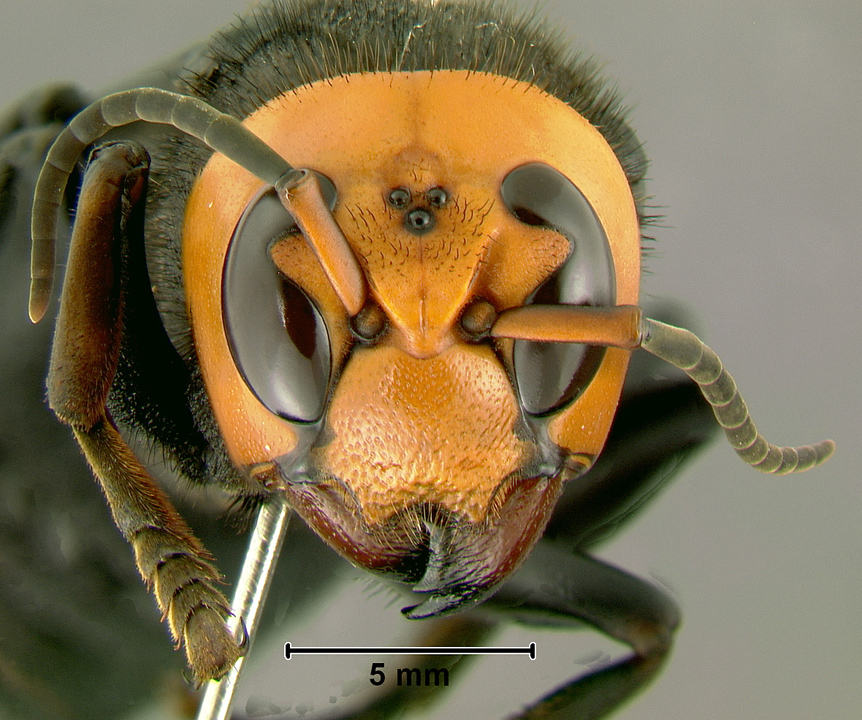
頭部の詳細

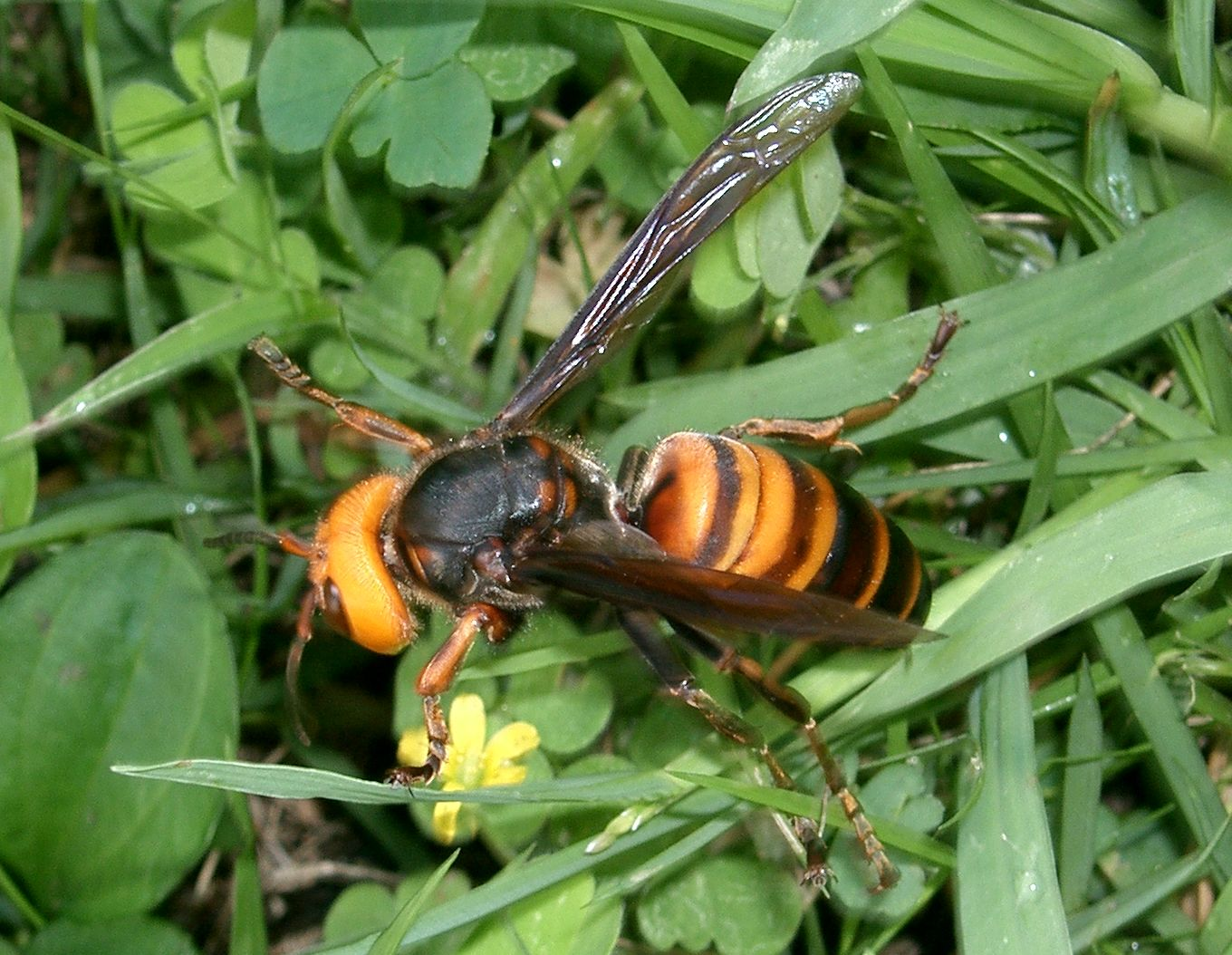
オオスズメバチ

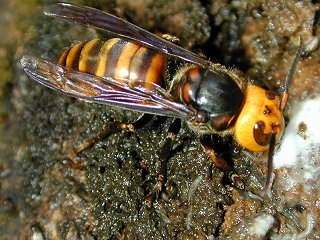
樹液を吸うオオスズメバチ

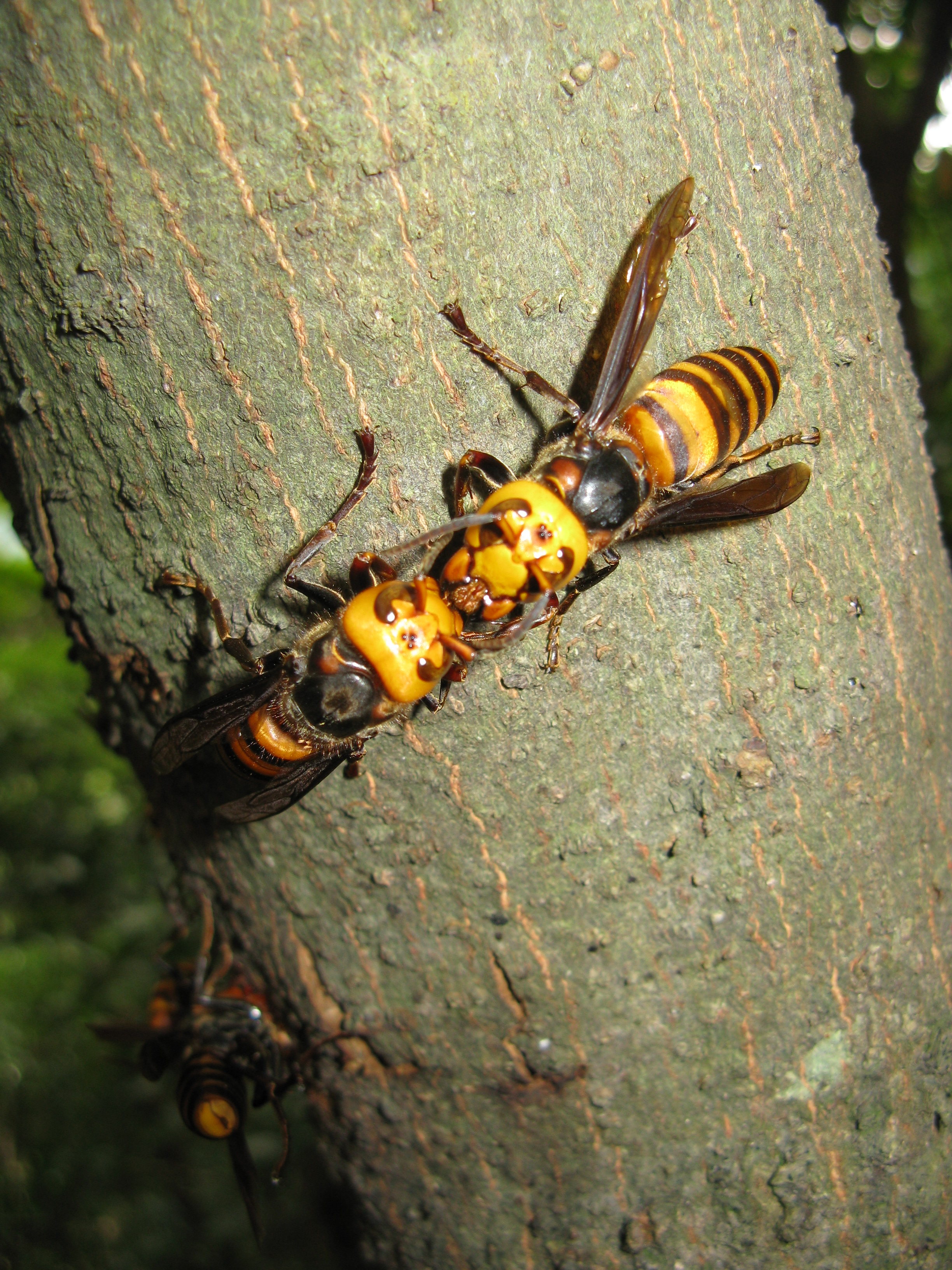
2匹のオオスズメバチ

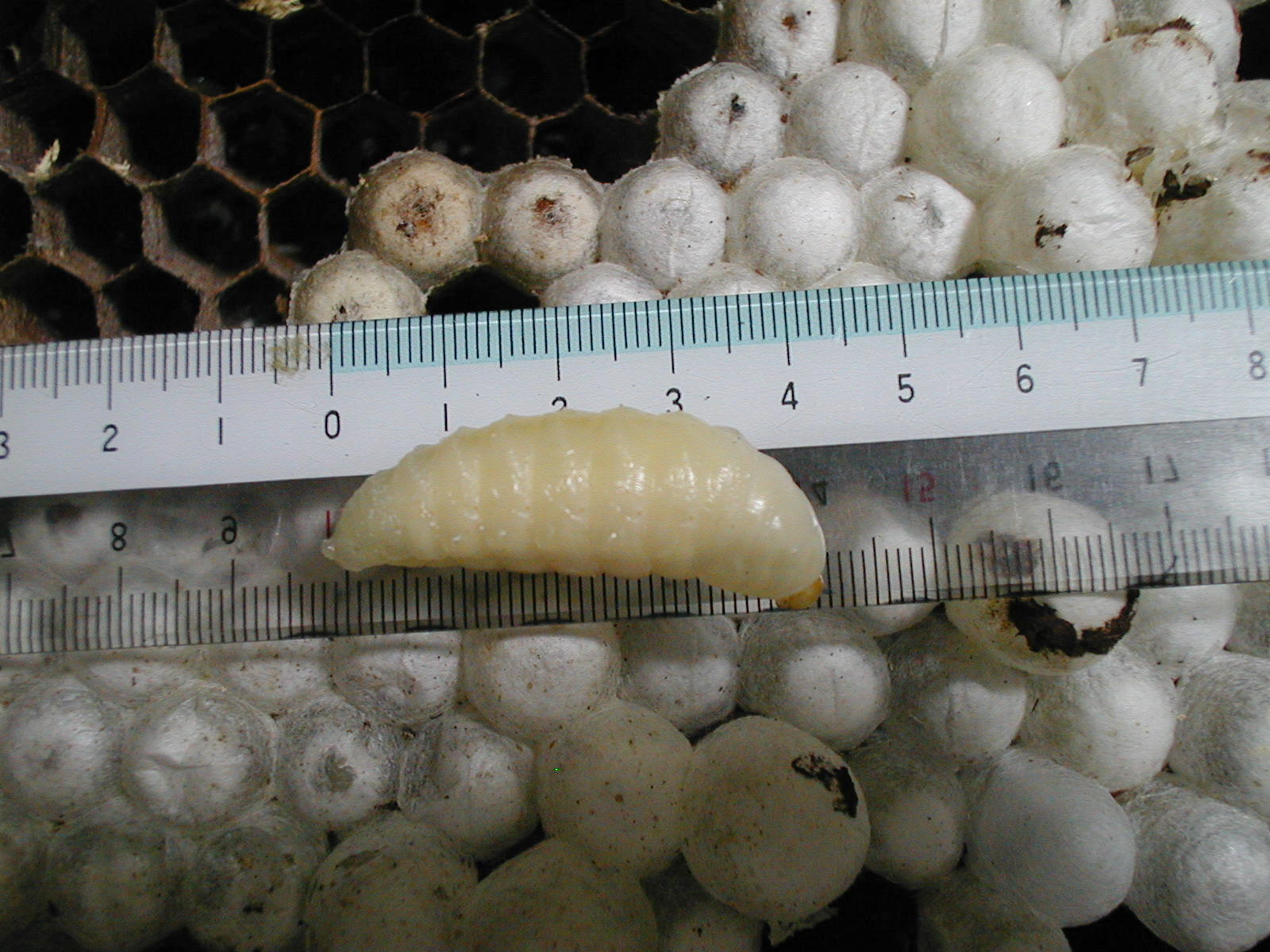
オオスズメバチの幼虫

以前は標準和名としてオオスズメバチのほか、単にスズメバチを用いることも多かった。
木の根元などの土中、樹洞、人家の床下、屋根裏などの閉鎖空間に巣を作る。巣は、枯れ木などから集めた繊維を唾液のタンパク質で和紙のように固めて六角形の管を作り、この管が多数集まった巣盤を数段連ねる。
日本に生息するハチ類の中でも強い毒性を持ち、かつ攻撃性も高い危険な種である。オオスズメバチの日本亜種が持っている毒の半数致死量 (LD50) は4.1mg/kgである。毒液中にはアルコールの一種からなる警報フェロモンが含まれており、巣の危機を仲間に伝える役割も果たしている。また、本種は毒針のほか、強力な大顎で噛み付くことで捕食対象を攻撃する。
飛行能力も高く、時速約50 kmで飛翔し、狩りをする時は1日で約100 kmもの距離を移動できる持久力も持つ。
夏季に幼虫に与えられる餌は幅広く、カナブンなどの小、中型甲虫類、他種のハチ、カメムシ、セミなどの半翅目、ガやチョウなどの鱗翅目、あるいはスズメガやカミキリムシの幼虫など大型のイモムシが頻繁に捕食される。これらの昆虫が減少する上、大量の雄蜂と新女王蜂を養育しなければならない秋口には本種の攻撃性は特に高まり、返り討ちに遭う危険もあるカマキリ等の大型肉食昆虫を襲ったり、セイヨウミツバチやキイロスズメバチ、モンスズメバチ、ニホンミツバチなど、巨大なコロニーを形成する社会性の蜂の巣を襲撃して需要を満たすこともある。襲撃は、スズメバチ類としては例外的に集団で行われる。巣の働き蜂を全滅あるいは逃走させた後には、殺した働き蜂も幼虫の餌とするが、大量の死骸は処理しきる前に腐敗が始まり餌に適さなくなるため、主に占領した巣の中で時間をかけて大量の生きた蛹や幼虫、筋肉に富む成虫の胸部などを噛み砕きペースト状にした後、肉団子状にして運び出す。
より大型の巣を作り、多数の働き蜂を擁するキイロスズメバチやモンスズメバチの巣を襲撃する場合、オオスズメバチ側にも大きな被害が出る場合が多いものの、巣の占領に成功すればその損害を補填できるだけの幼虫やさなぎ、成虫の死骸を収穫できる。しかし、チャイロスズメバチの巣を襲撃する場合には、チャイロスズメバチは他のスズメバチ類に比べて強靭な外骨格をもつため、大顎や毒針による攻撃が必ずしも有効に機能せず、追い返されることもある。
また、クヌギなどの樹液に集まり樹液を採取する。
本種の天敵にはキイロスズメバチやクロスズメバチ類と同様、ヒトのほかにカマキリ類、猛禽類のハチクマなどが挙げられる。捕食関係ではないが、夏場の樹液に集まる際に、小型のカナブンやコクワガタなどの小型の甲虫類には強気で対応する一方、カブトムシやクワガタムシなどの大型の甲虫に対しては強力な顎と針をもつ本種でも抵抗できず、餌場を独占される場合が多い。特にこのような虫が全盛となる7-8月頃にこの風景はよく見受けられるため、この時期の本種は大型甲虫などが活動しない昼間や朝方を狙って樹液に来ることが多くなる。しかし、最近の研究でカブトムシやノコギリクワガタ等の脚に噛み付いたりして餌場から追い出したりする事がわかってきている。また、大型甲虫以外にも本種を追い立てる昆虫に、オオムラサキがある。同種のオスの気性は激しく、樹液を争う際に羽を広げて本種を追い立てることが知られている。
本種に寄生する昆虫には、腹部に寄生するネジレバネの一種が挙げられる。

## 人との関わり
極めて強力な毒と高い攻撃性により、毎年、特に攻撃的になる秋口に、同種による死傷事案が発生しており、
代表的な害虫である。
一方、幅広い種の獲物を捕食する事から農業害虫の増殖を抑圧することが期待できることから、
益虫とみなされることもある。
攻撃性、危険性、サイズ、色彩に力強さ、生命力、存在感を感じられることから、
人気がある昆虫でもある。

### 養蜂における影響
オオスズメバチが日本産亜種であるニホンミツバチを含むトウヨウミツバチ (Apis cerana) の巣を襲撃した場合、オオスズメバチの集団攻撃が始まるまでにこの単独のオオスズメバチが撃退されなければ、オオスズメバチはミツバチの巣を占拠できる可能性が非常に高くなる。集団攻撃より前の撃退とは、オオスズメバチの働き蜂が単独で偵察している（集合フェロモンにより同じ巣の働き蜂を集結させる前の）段階で、ミツバチが集団で敵を押し包む行動によって作られる蜂球で蒸し殺されることをいう。これを熱殺蜂球という。蜂球の内部はオオスズメバチの致死温度（46 - 50 ℃）に近い50 ℃になり、かつ蜂球内の二酸化炭素濃度が3-4%ほどまで上昇し、相対湿度が90%以上に向上することで、オオスズメバチの致死温度を下げることがわかっている。
また、セイヨウミツバチは、大群で相手の腹の周りを圧迫して呼吸を阻害し、約1時間かけて窒息死させる窒息スクラムという対抗手段を持っている。しかし、これはモンスズメバチ以下の敵しか想定していないため、オオスズメバチに対抗する方法にはならず、養蜂家による庇護がなければ高確率での全滅を余儀なくされる（数十匹ほどのオオスズメバチが、4万匹のセイヨウミツバチを2時間ほどで殲滅できるという）。このことが、飼育群からの分蜂による野生化が毎年あちこちで発生しているにもかかわらず、セイヨウミツバチが日本で勢力拡大するのを防ぐ要因になっていると考えられる。実際、オオスズメバチの生息していない小笠原諸島ではセイヨウミツバチの野生化群が増加し、在来のハナバチ類を圧迫して減少させていることが確認されており、これらのハナバチ類と共進化して受粉を依存している固有植物への悪影響が懸念されている。

### 食用
熊本県球磨地方や宮崎県の高千穂のように、地方によっては幼虫やさなぎ、成虫を珍味として食す習慣がある。成虫の毒針を取り除き、蜂蜜や焼酎につけ込んだものも見られる。また、本種そのものを食すわけではないが、本種の幼虫が肉団子をもらう代わりに成虫に与える栄養液（VAAM）の成分を参考にして作られた栄養ドリンクやサプリメントが、日本をはじめとするアジアやヨーロッパで販売されている。